# Hong Yong-jo
Hong Yong-jo (Hangul:홍영조; Hanja:洪映早) (Pyongyang, 22 mei 1982) is een Noord-Koreaans gewezen voetballer. Hij is een van de weinige Noord-Koreanen die professioneel in Europa hebben gevoetbald. Hong Yong-jo speelde in het Noord-Koreaans voetbalelftal en was aanvoerder van het land op het WK 2010.

## Clubcarrière
Na vele jaren bij 25 april Sports Club gespeeld te hebben, vertrok Hong Yong-jo in 2007 naar Servië om te gaan voetballen bij FK Bežanija. In 2008 tekende hij een contract bij FK Rostov, waarmee hij datzelfde jaar promoveerde naar de Premjer-Liga. Hij speelde twee seizoenen in de Premjer-Liga, waarna hij begin 2011 terugkeerde naar zijn geboorteland om weer te gaan spelen voor 25 april Sports Club.
Volgens de website Transfermarkt beëindigde hij zijn carrière op 1 januari 2013, echter zijn er geen andere bronnen te vinden die dit bevestigen.

## Clubstatistieken
| Seizoen | Club        | Land    | Wedstrijden | Doelpunten |
| ------- | ----------- | ------- | ----------- | ---------- |
| 07/08   | FK Bežanija | Servië  | 7           | 1          |
| 2008    | FK Rostov   | Rusland | 16          | 2          |
| 2009    | FK Rostov   | Rusland | 14          | 1          |
| 2010    | FK Rostov   | Rusland | 1           | 0          |

## Interlandcarrière
Hong Yong-jo speelde voor het Noord-Koreaans voetbalelftal sinds 2002. Hij werd een van de belangrijkste spelers, en was de aanvoerder van het land op het WK 2010. In 2010 won hij met Noord-Korea de AFC Challenge Cup.

## Erelijst

### Club
FK Rostov
- Russische eerste divisie: Winnaar  (1): 2008

### Internationaal
Noord-Korea
- AFC Challenge Cup: Winnaar (1): 2010